# Dorcopsis luctuosa
El dorcopsis gris (Dorcopsis luctuosa) es una especie de marsupial de la familia Macropodidae.

## Hábitat y distribución
Su hábitat natural son los bosques tropicales primarios y secundarios. Puede encontrarse en Nueva Guinea Occidental (Indonesia) y Papúa Nueva Guinea.